# Kal (Semič)
Kal is een plaats in Slovenië en maakt deel uit van de gemeente Semič in de NUTS-3-regio Jugovzhodna Slovenija. De plaats telde 78 inwoners op 1 januari 2020.